# Jason Donald (baseball)
Pour les articles homonymes, voir Donald.
Jason Thomas Donald (né le 4 septembre 1984 à Modesto, Californie, États-Unis) est un joueur de champ intérieur évoluant en Ligue majeure de baseball de 2010 à 2012. Il remporte la médaille de bronze avec l'équipe des États-Unis lors du tournoi olympique de 2008.

## Carrière

### Indians de Cleveland
Après des études secondaires à la Buchanan High School de Clovis (Californie), Jason Donald suit des études supérieures à l'Université d'Arizona où il porte les couleurs des Arizona Wildcats de 2004 à 2006.
Il est repêché le 6 juin 2006 par les Phillies de Philadelphie au troisième tour de sélection. Il perçoit un bonus de 400 000 dollars à la signature de son premier contrat professionnel le 4 août 2006.
Durant ses saisons d'apprentissage en Donald Ligues mineures, Donald est sélectionné en équipe des États-Unis pour disputer le tournoi olympique de 2008. Donald et le Team USA remportent la médaille de bronze.
Encore joueur de Ligues mineures, il est transféré chez les Indians de Cleveland le 29 juillet 2009 à l'occasion d'un échange impliquant plusieurs joueurs dont Cliff Lee.
Il fait ses débuts en Ligue majeure avec les Indians le 18 mai 2010. Il réussit le jour même son premier coup sûr en carrière, aux dépens du lanceur David Price des Rays de Tampa Bay. Le 25 mai suivant, Donald frappe son premier coup de circuit dans les majeures contre Jake Peavy des White Sox de Chicago.
Le 2 juin 2010 à Détroit, Donald frappe un faible roulant au deuxième but mais est déclaré sauf au premier but alors que le relais de Miguel Cabrera, des Tigers, au lanceur couvrant le premier coussin l'avait clairement devancé. Cette mauvaise décision de l'arbitre Jim Joyce gâche le match parfait du lanceur Armando Galarraga, qui avait retiré dans l'ordre les 26 premiers frappeurs des Indians, et cause une grande controverse.
À sa saison recrue, Donald maintient une moyenne au bâton de ,253 avec 4 circuits et 24 points produits en 88 matchs joués avec les Indians.
En 2011, il frappe pour une moyenne au bâton de ,318 en 39 parties pour Cleveland.
Il frappe pour ,202 en 43 parties pour Cleveland en 2012 avec deux circuits et 11 points produits.
Il évolue pour Cleveland de 2010 à 2012. En 170 matchs dans les majeures, il réussit 142 coups sûrs dont 7 circuits, produit 43 points et réussit 12 vols de buts. Sa moyenne au bâton en carrière se chiffre à ,257.

### Reds de Cincinnati
Le 11 décembre 2012, les Indians échangent Donald et le voltigeur Shin-Soo Choo aux Reds de Cincinnati en retour du voltigeur Drew Stubbs et de l'arrêt-court Didi Gregorius. Il passe l'entière saison 2013 en ligues mineures chez les Bats de Louisville sans jouer pour les Reds.

### Royals de Kansas City
Le 28 décembre 2013, Donald signe un contrat des ligues mineures avec les Royals de Kansas City.

## Statistiques
| Saison | Équipe    | G  | AB  | R  | H  | 2B | 3B | HR | RBI | SB | BA    |
| ------ | --------- | -- | --- | -- | -- | -- | -- | -- | --- | -- | ----- |
| 2010   | Cleveland | 88 | 296 | 39 | 75 | 19 | 3  | 4  | 24  | 5  | 0,253 |
| Totaux | Totaux    | 88 | 296 | 39 | 75 | 19 | 3  | 4  | 24  | 5  | 0,253 |

Note : G = Matches joués ; AB = Passages au bâton; R = Points ; H = Coups sûrs ; 2B = Doubles ; 3B = Triples ; 
HR = Coup de circuit ; RBI = Points produits ; SB = Buts volés ; BA = Moyenne au bâton.